# Meron (moszaw)
Meron (hebr. מירון; oficjalna pisownia w ang. Meron) – moszaw położony w Samorządzie Regionu Merom ha-Galil, w Dystrykcie Północnym, w Izraelu.

## Położenie
Moszaw jest położony w Górnej Galilei u podnóża masywu górskiego Meron (1208 metrów n.p.m.), w odległości 5 kilometrów na zachód od miasta Safed.

## Historia

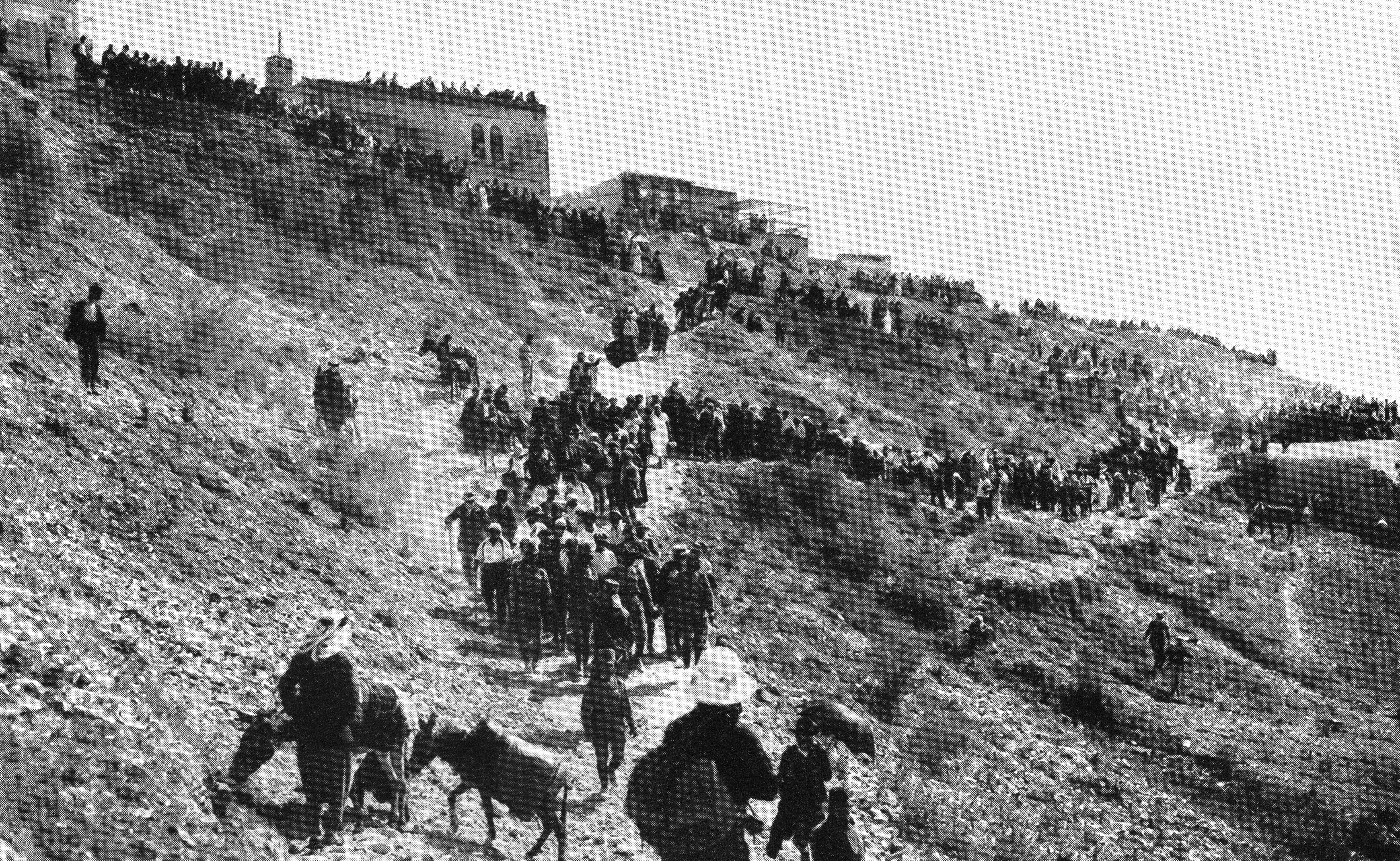
Żydowscy pielgrzymi w Mirun, 1920

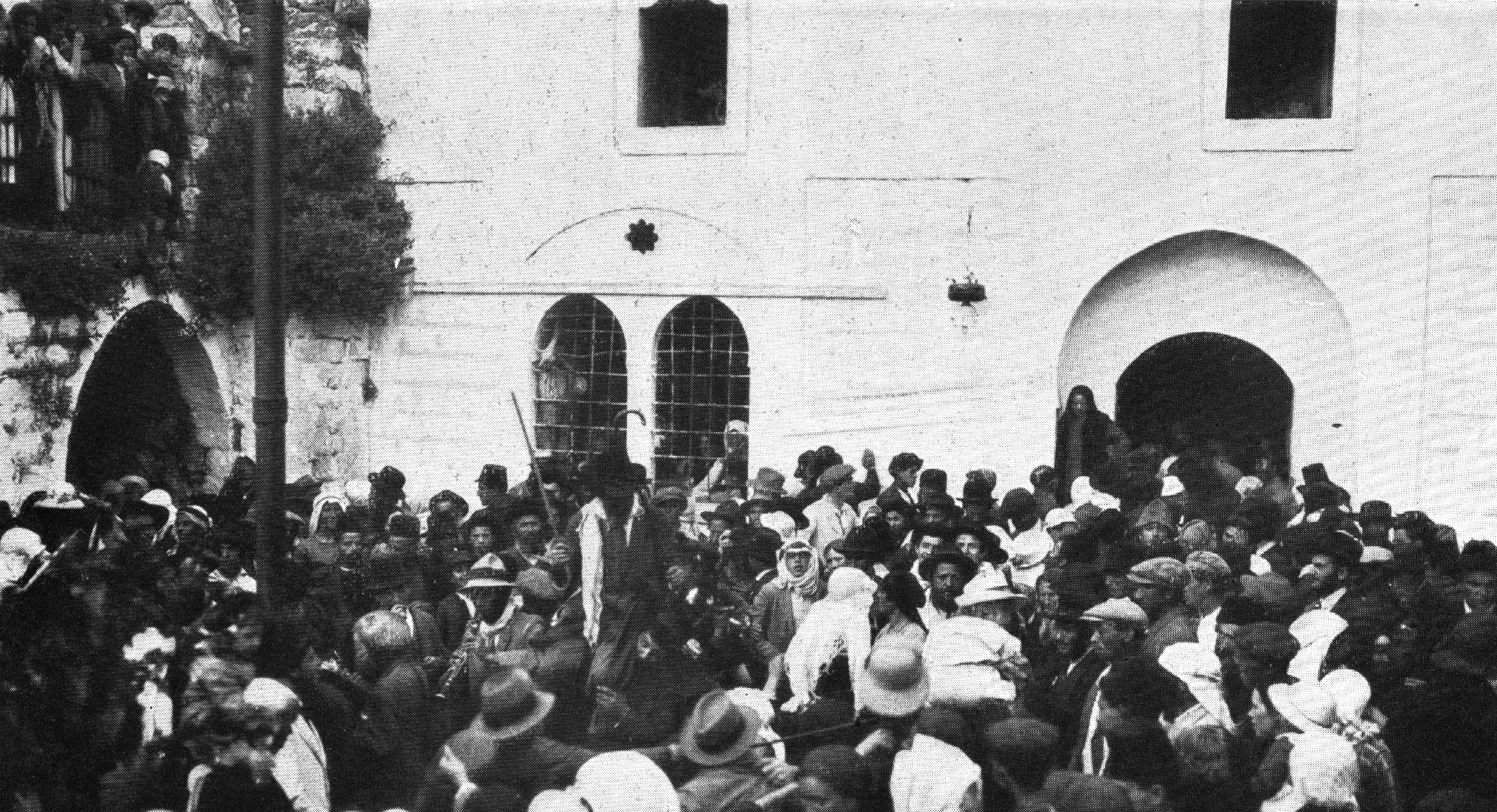
Żydowscy pielgrzymi w Mirun, 1920

Miejsce to jest utożsamiane ze starożytnym miastem kananejskim Merom lub Maroma, chociaż brak jednoznacznych dowodów archeologicznych i są uwzględniane inne lokalizacje dla tych miast. W okresie panowania hellenistycznego jest potwierdzone istnienie wioski Mirun. Talmud wspomina o wiosce, mówiąc, że hodowano w niej owce i produkowano oliwę z oliwek. W ostatniej dekadzie III wieku we wsi wybudowano synagogę, jednak jakiś czas później z nieznanych przyczyn wioska została opuszczona. Odkryte groby wskazują, że wioska była zamieszkała przez społeczność żydowską w latach od 750 do 1399. W XII wieku wioskę odwiedził żydowski podróżnik Beniamin z Tudeli. Napisał on, że w Mirun znajdują się grobowce, w których, jak wierzą miejscowi, znajdują się szczątki Hillela, Szammaja i dwudziestu innych słynnych rabinów. Francuski rabin Samuel ben Samson odwiedził Mirun w 1210 i potwierdził obecność grobów Szymona bar Jochaja i jego syna Eleazara. Od XIII wieku Mirun było najczęstszym celem żydowskich pielgrzymek w Palestynie. W 1596 Mirun była dużą wioską z 715 mieszkańcami, którzy utrzymywali się z upraw winorośli, oliwek, oraz hodowli kóz i miodu.
Podczas wojny domowej w Mandacie Palestyny w dniu 10 maja 1948 wioskę Mirun zajęły siły żydowskiej organizacji paramilitarnej Hagana. Nastąpiło wówczas pierwsze częściowe wysiedlenie mieszkańców wioski. Podczas I wojny izraelsko-arabskiej w rejonie tym stacjonowały siły Arabskiej Armii Wyzwoleńczej. W październiku 1948 Izraelczycy przeprowadzili operację Hiram, podczas której wioskę zbombardowały trzy samoloty. W dniu 28 października Merion została zajęta przez izraelskich żołnierzy. Po ustaniu walk wysiedlono wszystkich mieszkańców, a domy wyburzono.
Współczesny moszaw został założony w 1949.

## Gospodarka
Gospodarka moszawu opiera się na sadownictwie.